# Saint-André (Tarn)
Saint-André település Franciaországban, Tarn megyében. Lakosainak száma 102 fő (2022. január 1.). Saint-André Alban, Ambialet, Assac, Cadix, Curvalle és Le Fraysse községekkel határos.

## Népesség
A település népessége az elmúlt években az alábbi módon változott:
| Lakosok száma | 98   | 95   | 101  | 100  | 102  | 101  | 102  | 101  | 102  |
|               | 2013 | 2015 | 2016 | 2017 | 2018 | 2019 | 2020 | 2021 | 2022 |